# Arizelocichla neumanni
El bulbul de las Uluguru (Arizelocichla neumanni) es una especie de ave paseriforme de la familia Pycnonotidae endémica de las montañas Uluguru, del este de Tanzania.

## Taxonomía
El bulbul de las Uluguru fue descrito científicamente, con estatus de especie, dentro del género Arizelocichla en 1922. Posteriormente este género se abandonó, y pasó a clasificarse en el género Andropadus. Más tarde se consideró una subespecie del bulbul cabecioscuro, hasta que en 2003 el bulbul de las Uluguru volvió a considerarse una especie separada, a causa de los estudios filogenéticos. En 2007 se restauró el Arizelocichla y ambas especies, junto a otras diez, fueron reclasificadas en él.